# Eurocopa de fútbol sala
El Campeonato Europeo de Fútbol Sala de la UEFA (en inglés UEFA Futsal Championship), también conocido como la Eurocopa de fútbol sala es la competición internacional de la UEFA donde se enfrentan las selecciones nacionales de fútbol sala. Su primera edición tuvo lugar en 1996 con seis selecciones participantes y, desde 1999 ocho selecciones participantes, tiene lugar cada dos años, a excepción de 2007 a 2010. En 2010 pasó a contar con doce selecciones hasta la actualidad, ya que después de 2018 pasarán a participar dieciséis selecciones y se celebrará cada cuatro años. La Selección española es la selección más laureada con siete títulos.

## Equipos
23 países diferentes han participado a lo largo de la fase final de la Eurocopa de fútbol sala. La selección de España es la más laureada en esta competición europea con 7 títulos, seguida de las selecciones de Italia y Portugal con 2 títulos cada una y Rusia con un único título. España, Italia y Rusia son también las únicas que han participado en todas las ediciones del torneo (12), siendo también las únicas junto a Portugal y Ucrania en alcanzar una final.
Además, España cuenta con el récord de ser la única selección en alcanzar las semifinales en todas las ediciones del torneo, obteniendo medalla en todas ellas excepto en la edición de 2003, ya que no se disputó ningún partido para definir el tercer lugar. También es la única selección en ganar tres ediciones consecutivamente (logrando una racha de cuatro títulos consecutivos entre las ediciones de 2005 y 2012).

## Historial
| Año           | Sede               | Campeón  | Final Resultado  | Subcampeón | Tercer lugar             | Resultado                | Cuarto lugar             |
| ------------- | ------------------ | -------- | ---------------- | ---------- | ------------------------ | ------------------------ | ------------------------ |
| 1996 Detalles | España             | España   | 5 - 3            | Rusia      | Bélgica                  | 3 - 2 (t. s.)            | Italia                   |
| 1999 Detalles | España             | Rusia    | 3 - 3 (4 - 2 p.) | España     | Italia                   | 3 - 0                    | Países Bajos             |
| 2001 Detalles | Rusia              | España   | 2 - 1 (t. s.)    | Ucrania    | Rusia                    | 2 - 1 (t. s.)            | Italia                   |
| 2003 Detalles | Italia             | Italia   | 1 - 0            | Ucrania    | España y República Checa | España y República Checa | España y República Checa |
| 2005 Detalles | República Checa    | España   | 2 - 1            | Rusia      | Italia                   | 3 - 1                    | Ucrania                  |
| 2007 Detalles | Portugal           | España   | 3 - 1            | Italia     | Rusia                    | 3 - 2                    | Portugal                 |
| 2010 Detalles | Hungría            | España   | 4 - 2            | Portugal   | República Checa          | 5 - 3                    | Azerbaiyán               |
| 2012 Detalles | Croacia            | España   | 3 - 1 (t. s.)    | Rusia      | Italia                   | 3 - 1                    | Croacia                  |
| 2014 Detalles | Bélgica            | Italia   | 3 - 1            | Rusia      | España                   | 8 - 4                    | Portugal                 |
| 2016 Detalles | Serbia             | España   | 7 - 3            | Rusia      | Kazajistán               | 5 - 2                    | Serbia                   |
| 2018 Detalles | Eslovenia          | Portugal | 3 - 2 (t. s.)    | España     | Rusia                    | 1 - 0                    | Kazajistán               |
| 2022 Detalles | Países Bajos       | Portugal | 4 - 2            | Rusia      | España                   | 4 - 1                    | Ucrania                  |
| 2026 Detalles | Letonia y Lituania |          | -                |            |                          | -                        |                          |

## Palmarés
En cursiva, los años en que el equipo logró dicha posición como anfitrión.
| Equipo          | Campeón                                      | Subcampeón                             | Tercer lugar         | Cuarto lugar   | Semifinales |
| --------------- | -------------------------------------------- | -------------------------------------- | -------------------- | -------------- | ----------- |
| España          | 7 (1996, 2001, 2005, 2007, 2010, 2012, 2016) | 2 (1999, 2018)                         | 2 (2014, 2022)       |                | 1 (2003)    |
| Italia          | 2 (2003, 2014)                               | 1 (2007)                               | 3 (1999, 2005, 2012) | 2 (1996, 2001) |             |
| Portugal        | 2 (2018, 2022)                               | 1 (2010)                               |                      | 2 (2007, 2014) |             |
| Rusia           | 1 (1999)                                     | 6 (1996, 2005, 2012, 2014, 2016, 2022) | 3 (2001, 2007, 2018) |                |             |
| Ucrania         |                                              | 2 (2001, 2003)                         |                      | 2 (2005, 2022) |             |
| Kazajistán      |                                              |                                        | 1 (2016)             | 1 (2018)       |             |
| República Checa |                                              |                                        | 1 (2010)             |                | 1 (2003)    |
| Bélgica         |                                              |                                        | 1 (1996)             |                |             |
| Países Bajos    |                                              |                                        |                      | 1 (1999)       |             |
| Azerbaiyán      |                                              |                                        |                      | 1 (2010)       |             |
| Croacia         |                                              |                                        |                      | 1 (2012)       |             |
| Serbia          |                                              |                                        |                      | 1 (2016)       |             |

## Clasificación histórica
Actualizado tras la edición de 2022.
| Pos. | Equipo               | Pts | Ed | PJ | PG | PE | PP | GF  | GC  | Dif. | Rend.   |
| ---- | -------------------- | --- | -- | -- | -- | -- | -- | --- | --- | ---- | ------- |
| 1    | España               | 140 | 12 | 59 | 43 | 11 | 5  | 227 | 94  | +133 | 79,10 % |
| 2    | Rusia                | 109 | 12 | 56 | 34 | 7  | 15 | 178 | 114 | +64  | 64,88 % |
| 3    | Italia               | 96  | 12 | 50 | 29 | 9  | 12 | 136 | 87  | +49  | 64,00 % |
| 4    | Portugal             | 70  | 10 | 41 | 21 | 7  | 13 | 124 | 104 | +20  | 56,91 % |
| 5    | Ucrania              | 48  | 11 | 42 | 14 | 6  | 22 | 108 | 111 | -3   | 38,10 % |
| 6    | Serbia               | 29  | 7  | 23 | 8  | 5  | 10 | 54  | 66  | -12  | 42,03 % |
| 7    | Kazajistán           | 24  | 3  | 14 | 7  | 3  | 4  | 49  | 34  | +15  | 57,14 % |
| 8    | Azerbaiyán           | 21  | 6  | 18 | 6  | 3  | 9  | 56  | 72  | -16  | 38,89 % |
| 9    | Croacia              | 19  | 6  | 18 | 5  | 4  | 9  | 37  | 57  | -20  | 35,19 % |
| 10   | República Checa      | 18  | 8  | 24 | 5  | 3  | 16 | 64  | 110 | -46  | 25,00 % |
| 11   | Países Bajos         | 12  | 6  | 19 | 3  | 3  | 13 | 39  | 71  | -32  | 21,05 % |
| 12   | Rumania              | 9   | 4  | 11 | 3  | 0  | 8  | 25  | 40  | -15  | 27,27 % |
| 13   | Bélgica              | 9   | 5  | 14 | 2  | 3  | 9  | 17  | 42  | -25  | 21,43 % |
| 14   | Eslovenia            | 9   | 7  | 18 | 2  | 3  | 13 | 36  | 68  | -32  | 16,67 % |
| 15   | Georgia              | 6   | 1  | 4  | 2  | 0  | 2  | 6   | 14  | -8   | 50,00 % |
| 16   | Finlandia            | 4   | 1  | 4  | 1  | 1  | 2  | 9   | 13  | -4   | 33,33 % |
| 17   | Eslovaquia           | 4   | 1  | 4  | 1  | 1  | 2  | 9   | 17  | -8   | 33,33 % |
| 18   | Polonia              | 2   | 3  | 8  | 0  | 2  | 6  | 12  | 34  | -22  | 8,33 %  |
| 19   | Francia              | 1   | 1  | 2  | 0  | 1  | 1  | 7   | 9   | -2   | 16,67 % |
| 20   | Bielorrusia          | 1   | 1  | 2  | 0  | 1  | 1  | 6   | 14  | -8   | 16,67 % |
| 21   | Bosnia y Herzegovina | 0   | 1  | 3  | 0  | 0  | 3  | 4   | 10  | -6   | 0,00 %  |
| 22   | Turquía              | 0   | 1  | 2  | 0  | 0  | 2  | 1   | 8   | -7   | 0,00 %  |
| 23   | Hungría              | 0   | 3  | 7  | 0  | 0  | 7  | 16  | 36  | -20  | 0,00 %  |

## Desempeño
| Equipo               | 1996 (6) | 1999 (8) | 2001 (8) | 2003 (8) | 2005 (8) | 2007 (8) | 2010 (12) | 2012 (12) | 2014 (12) | 2016 (12) | 2018 (12) | 2022 (16) | 2026 (16) | Años  |
| -------------------- | -------- | -------- | -------- | -------- | -------- | -------- | --------- | --------- | --------- | --------- | --------- | --------- | --------- | ----- |
| Azerbaiyán           | •        | •        | •        | •        | •        | •        | 4º        | 10º       | 9º        | 8º        | 7º        | 9º        |           | 6     |
| Bielorrusia          | •        | •        | •        | •        | •        | •        | 9º        | •         | •         | •         | •         | •         |           | 1     |
| Bélgica              | 3º       | 8º       | •        | 7º       | •        | •        | 9º        | •         | 10º       | •         | •         | •         |           | 5     |
| Bosnia y Herzegovina | ×        | •        | •        | •        | •        | •        | •         | •         | •         | •         | •         | 16º       |           | 1     |
| Croacia              | •        | 5º       | 5º       | •        | •        | •        | •         | 4º        | 8º        | 9º        | •         | 11º       |           | 6     |
| República Checa      | •        | •        | 6º       | SF       | 5º       | 8º       | 3º        | 9º        | 11º       | 11º       | •         | •         |           | 8     |
| Finlandia            | ×        | •        | •        | •        | •        | •        | •         | •         | •         | •         | •         | 7º        |           | 1     |
| Francia              | ×        | •        | •        | •        | •        | •        | •         | •         | •         | •         | 10º       | •         |           | 1     |
| Georgia              | •        | •        | •        | •        | •        | •        | •         | •         | •         | •         | •         | 6º        |           | 1     |
| Hungría              | •        | •        | •        | •        | 5º       | •        | 9º        | •         | •         | 10º       | •         | •         |           | 3     |
| Italia               | 4º       | 3º       | 4º       | 1º       | 3º       | 2º       | 5º        | 3º        | 1º        | 5º        | 9º        | 14º       |           | 12    |
| Kazajistán           |          |          |          | •        | •        | •        | •         | •         | •         | 3º        | 4º        | 5º        |           | 3     |
| Letonia              | ×        | •        | •        | •        | •        | •        | •         | •         | •         | •         | •         | •         | Q         | 1     |
| Lituania             | ×        | •        | •        | •        | •        | •        | •         | •         | •         | •         | •         | •         | Q         | 1     |
| Países Bajos         | 6º       | 4º       | 7º       | •        | 5º       | •        | •         | •         | 12º       | •         | •         | 10º       |           | 6     |
| Polonia              | •        | •        | 8º       | •        | •        | •        | •         | •         | •         | •         | 11º       | 15º       |           | 3     |
| Portugal             | •        | 6º       | •        | 5º       | 5º       | 4º       | 2º        | 5º        | 4º        | 7º        | 1º        | 1º        |           | 10    |
| Rumania              | ×        | ×        | ×        | ×        | •        | 6º       | •         | 7º        | 6º        | •         | 12º       | •         |           | 4     |
| Rusia                | 2º       | 1º       | 3º       | 6º       | 2º       | 3º       | 5º        | 2º        | 2º        | 2º        | 3º        | 2º        | ×         | 12    |
| Serbia               |          |          |          |          |          | 5º       | 5º        | 6º        | •         | 4º        | 8º        | 12º       |           | 6 (7) |
| Eslovaquia           | •        | •        | •        | •        | •        | •        | •         | •         | •         | •         | •         | 8º        |           | 1     |
| Eslovenia            | •        | •        | •        | 8º       | •        | •        | 9º        | 11º       | 7º        | 12º       | 5º        | 13º       |           | 7     |
| España               | 1º       | 2º       | 1º       | SF       | 1º       | 1º       | 1º        | 1º        | 3º        | 1º        | 2º        | 3º        |           | 12    |
| Turquía              | ×        | ×        | ×        | ×        | ×        | ×        | •         | 12º       | •         | •         | •         | •         |           | 1     |
| Ucrania              | 5º       | •        | 2º       | 2º       | 4º       | 7º       | 5º        | 8º        | 5º        | 6º        | 6º        | 4º        |           | 11    |
| Yugoslavia           | •        | 7º       | •        | •        | •        |          |           |           |           |           |           |           |           | 1 (7) |

### Simbología
| - 1º – Campeón - 2º – Finalista - 3º – 3º Lugar - 4º – 4º Lugar - SF – Semifinales - 5º-8º — Quinto al octavo lugar - 9º-12º — Noveno al Duodécimo lugar - Q — Clasificado | - •• – Clasificó, pero se retiró - • – No clasificó - × — No participó - × — Se retiró de la Eurocopa / Prohibido / Participación no aceptada por la FIFA - — País no afiliado a la UEFA en ese momento - — El país no existía o la selección nacional estaba inactiva - — Anfitrión |

## Desempeño en mundiales
| Team            | 1989 | 1992 | 1996 | 2000 | 2004 | 2008 | 2012 | 2016 | 2021 | 2024 | Total |
| --------------- | ---- | ---- | ---- | ---- | ---- | ---- | ---- | ---- | ---- | ---- | ----- |
| Azerbaiyán      |      |      |      |      |      |      |      | QF   |      |      | 1     |
| Bélgica         | 4º   | R2   | R2   |      |      |      |      |      |      |      | 3     |
| Croacia         |      |      |      | R2   |      |      |      |      |      |      | 1     |
| República Checa |      |      |      |      | R2   | R1   | R2   |      | R2   |      | 4     |
| Dinamarca       | R1   |      |      |      |      |      |      |      |      |      | 1     |
| Francia         |      |      |      |      |      |      |      |      |      | 4º   | 1     |
| Hungría         | R1   |      |      |      |      |      |      |      |      |      | 1     |
| Italia          | R2   | R1   | R2   |      | 2º   | 3º   | 3º   | R2   |      |      | 7     |
| Kazajistán      |      |      |      |      |      |      |      | R2   | 4º   | QF   | 3     |
| Lituania        |      |      |      |      |      |      |      |      | R1   |      | 1     |
| Países Bajos    | 2º   | R2   | R2   | R2   |      |      |      |      |      |      | 4     |
| Polonia         |      | R2   |      |      |      |      |      |      |      |      | 1     |
| Portugal        |      |      |      | 3º   | R2   | R1   | QF   | 4º   | 1º   | R2   | 7     |
| Rusia           |      | R1   | 3º   | 4º   |      | 4º   | QF   | 2º   | QF   |      | 7     |
| Serbia          |      |      |      |      |      |      | R2   |      | R2   |      | 2     |
| España          | R1   | 3º   | 2º   | 1º   | 1º   | 2º   | 2º   | QF   | QF   | R2   | 10    |
| Ucrania         |      |      | 4º   |      | R2   | R2   | QF   | R2   |      | 3º   | 6     |

### Simbología
| - 1º – Campeón - 2º – Finalista - 3º – 3º Lugar - 4º – 4º Lugar - QF – Cuartos de final | - R2 — Segunda ronda - R1 — Primera ronda - — Anfitrión - – No era miembro UEFA - Q — Clasificado |